# 15415 Rika
15415 Rika è un asteroide della fascia principale. Scoperto nel 1998, presenta un'orbita caratterizzata da un semiasse maggiore pari a 2,2015426 UA e da un'eccentricità di 0,2280245, inclinata di 7,47696° rispetto all'eclittica.